# Dòlar bruneiès
El dòlar de Brunei (en malai ringgit Brunei o, simplement, ringgit; en l'escriptura tradicional aràbiga ريڠڬيت بروني o ريڠڬيت) és la moneda oficial del soldanat de Brunei. Normalment s'abreuja $, o B$ per diferenciar-lo del dòlar dels Estats Units i d'altres tipus de dòlars. El codi ISO 4217 és BND. Se subdivideix en 100 sen (سين).
Va substituir el dòlar malai i del Borneo Septentrional Britànic el 1967, moneda que va donar lloc als dòlars de Malàisia, Singapur i Brunei. Fins al 1973 totes tres monedes eren intercanviables, però en aquella data el dòlar malaisi va abandonar aquesta unió monetària. Actualment el dòlar de Brunei continua tenint un canvi fix amb el dòlar de Singapur (SGD) en termes de paritat (1 BND = 1 SGD) i ambdues monedes són intercanviables a efectes comercials en cadascun dels dos estats; cal tenir en compte que Singapur és el principal soci comercial de Brunei.
Emès per l'Institut Monetari de Brunei (en malai Lembaga Matawang Brunei), en circulen monedes d'1, 5, 10, 20 i 50 sen, i bitllets d'1, 5, 10, 20, 25, 50, 100, 500, 1.000 i 10.000 dòlars. Cal destacar que, excepte el de 25 dòlars, que encara és de paper, tots els bitllets són fets de polímer, un plàstic especial que en dificulta la falsificació).

## Taxes de canvi
- 1 EUR = 1,9574 BND (31 de març del 2006)
- 1 USD = 1,6158 BND (31 de març del 2006)